# Манасија (син Јосифов)
Манасија (хебр. מנשה‎) је прворођенац Јосифа од Египћанке Асенефе из Хелиопоља. Рођен је у Египту. Његов деда по мајци је био египатски свештеник Потифер. Наследник је Јакова по очевој линији (Пост. 48:16).
Манасија је родоначелник једног од племена Израиља – племена Манасије, које је добило наследство делом источно од Јордана (земље Васана и Галада – Исус Навин 17:1), као и земље у северној Самарији навише, до Средоземног мора. Манасијино племе је номинално владало над њиховим наслеђем, јер не само да нису протерали Хананејце из њихових земаља, већ нису могли ни да их покоре и да им узимају данак (Нас. 17:12).